# Kocsord, Szabolcs-Szatmár-Bereg
Kocsord  este un sat în districtul Mátészalka, județul Szabolcs-Szatmár-Bereg, Ungaria, având o populație de 2.964 de locuitori (2011). 

## Demografie
Componența etnică a satului Kocsord
     Maghiari (86,34%)
     Romi (12,81%)
     Necunoscut (0,16%)
     Alții (0,68%)
Componența confesională a satului Kocsord
     Reformați (69,5%)
     Romano-catolici (3,54%)
     Fără religie (3,04%)
     Greco-catolici (2,23%)
     Necunoscută (21,36%)
     Atei (0,34%)
     Alte religii (6,17%)
Conform recensământului din 2011, satul Kocsord avea 2.964 de locuitori. Din punct de vedere etnic, majoritatea locuitorilor (86,34%) erau maghiari, cu o minoritate de romi (12,81%). Apartenența etnică nu este cunoscută în cazul a 0,16% din locuitori.  Din punct de vedere confesional, majoritatea locuitorilor (69,5%) erau reformați, existând și minorități de romano-catolici (3,54%), persoane fără religie (3,04%) și greco-catolici (2,23%). Pentru 21,36% din locuitori nu este cunoscută apartenența confesională.